# Île Mbie
Île Mbie är en ö i Kongofloden i Kongo-Kinshasa. Den ligger i provinsen Tshopo, i den centrala delen av landet, 1 200 km öster om huvudstaden Kinshasa, och tillhör staden Kisangani.